# Малиновка (починок, Шарканський район)
Мали́новка (рос. Малиновка) — починок у складі Шарканського району Удмуртії, Росія.

## Населення
Населення — 12 осіб (2010; 14 у 2002).
Національний склад станом на 2002:
- росіяни — 57 %
- удмурти — 43 %